# Utah Grizzlies
Utah Grizzlies är ett ishockeylag som spelar i den amerikanska ligan ECHL. De är hemmahörande i staden West Valley City, Utah, USA och spelar sina hemmamatcher i Maverik Center.
Samarbeten: Colorado Avalanche (NHL) och Colorado Eagles (AHL)

## Lagets historia
- 1988-90: Virginia Lancers
- 1990-93: Roanoke Valley Rebels (1990-1992)/Rampage (1992-1993)
- 1993-94: Huntsville Blast
- 1994-01: Tallahassee Tiger Sharks
- 2001-02: Macon Whoopee
- 2002-04: Lexington Men O' War
- 2005 och framåt: Utah Grizzlies

## År för år rekord för laget
- 2005-2006: 36-30-6 (Vinst-Förlust-Oavgjort)
- 2006-2007: 22-44-4-4 (Vinst-Förlust-Förlust efter straffar)